# Alzarri Joseph
Alzarri Shaheim Joseph (* 20. November 1991 in Antigua, Antigua und Barbuda) ist ein antiguanischer Cricketspieler, der seit 2016 für das West Indies Cricket Team spielt.

## Kindheit und Ausbildung
Joseph war Teil der west-indischen Vertretung bei der ICC U19-Cricket-Weltmeisterschaft 2016 und konnte dort mit 13 Wickets als drittbester Bowler des Turniers herausstechen.

## Aktive Karriere
Sein Debüt in der Nationalmannschaft gab Joseph im August 2016 bei der Tour gegen Indien, als er im dritten Test 3 Wickets für 69 Runs erzielte. Sein Debüt im ODI-Cricket absolvierte er bei der Tour gegen Pakistan im Oktober 2016. Im März 2017 konnte er im dritten ODI gegen England 4 Wickets für 76 Runs erreichen. Bei der darauf folgenden Tour gegen Pakistan erreichte er zwei Mal 3 Wickets (3/71 und 3/53) in der Test-Serie. Im Sommer gelang ihm beim vierten ODI in England mit 5 Wickets für 56 Runs sein erstes Five-for. Im Dezember 2017 zog er sich eine Rückenverletzung zu, die ihn pausieren ließ. Diese Verletzung zog sich über das Jahr 2018 hin. So wurde er zwar für Touren nominiert, spielte jedoch kaum. Erst im Januar 2019 fand er zurück ins Team. Im Frühjahr spielte er für die Mumbai Indians in der Indian Premier League und konnte dort unter anderem gegen die Sunrisers Hyderabad 6 Wickets für 12 Runs erreichen.
Im Januar 2020 erzielte er gegen Irland zwei Mal 4 Wickets für 32 Runs in den ODIs und wurde in beiden Spielen als Spieler des Spiels ausgezeichnet. Daraufhin reiste er mit dem Team nach Sri Lanka und konnte dort in der ODI-Serie zwei Mal 3 Wickets (3/42 und 3/57) und einmal 4 Wickets für 65 Runs erreichen. Im Dezember 2020 gelang ihm im ersten Test in Neuseeland mit 86 Runs sein erstes Test-Fifty, während er im zweiten Test im Bowling 3 Wickets in 109 Runs hinzufügte. Ein Fifty über 82 Runs gelang ihm auch in der Test-Serie in Bangladesch im Februar 2021. Im Sommer folgten dann 3 Wickets für 39 Runs in der ODI-Serie gegen Australien. Auch spielte er im County Cricket für Worcestershire.
Das Jahr 2022 begann er mit 3 Wickets für 55 Runs in den ODIs gegen Irland. Im März gelangen ihm dann 3 Wickets für 78 Runs in der Test-Serie gegen England. Im Sommer 2022 erzielte er zunächst gegen Bangladesch in beiden Tests in beiden Innings jeweils 3 Wickets (3/33, 3/55, 3/50 und 3/57). Gegen Indien gab er dann sein internationales Twenty20-Debüt. Die Saison beendete er dann mit 3 Wickets für 36 Runs in den ODIs gegen Neuseeland.